# Pilot 740 SE
Pilot 740 SE är en svensk lotsbåt som byggdes 1996 som Tjb 740 av AB Hasse Westers Mekaniska Verkstad i Jordfall Uddevalla till Sjöfartsverket i Norrköping. Tjb 740 stationerades vid Lysekils lotsplats. År 2005 döptes båten om till Pilot 740 SE. År 2006 byttes huvudmaskinerna ut till två Volvo Penta D16. Maskinerna monterades som ett fältprov för Volvo Penta. År 2007 byttes maskinerna ut mot två likadana, då de som monterades året innan skulle tillbaka till Volvo Penta för utvärdering. 